# Mikkel Thorup
Mikkel Thorup (* 13. Februar 1965 in Kopenhagen) ist ein dänischer Informatiker.
Thorup studierte 1986 bis zum Diplom 1990 an der TU Dänemarks in Lyngby und wurde 1994 an der Universität Oxford bei Colin McDiarmid promoviert (wo er im Informatiklabor von C. A. R. Hoare war) und war danach bis 1998 an der Universität Kopenhagen, wo er Professor ist. Seit 1998 ist er aber beurlaubt und technischer Berater und später leitender (fest angestellter) Wissenschaftler bei den ATT Research Laboratories in New Jersey.
1998 war er Gastwissenschaftler am Massachusetts Institute of Technology, 1992–1993 am DIMACS der Rutgers University (bei Laszlo Lovasz und Paul Seymour), 1997 Gastprofessor am Max-Planck-Institut für Informatik.
Er befasst sich mit Algorithmentheorie und Datenstrukturen und ist seit 2004 Herausgeber auf diesem Sektor für das Journal of the ACM. Außerdem ist er Mitherausgeber der ACM Transactions on Algorithms (seit 2004), des Open Access Journals Theory of Computing und des SIAM Journal on Computing (seit 2004). 1999 bis 2004 war er Mitherausgeber des Journal of Algorithms. Er ist Mitglied der Königlich Dänischen Akademie der Wissenschaften (2006), Fellow von ATT (2010) und der Association for Computing Machinery (2005). 2003 erhielt er den ATT Research Excellence Award.
Er befasste sich mit Hashing und entwickelte Verfahren zur Datenflussanalyse im Internet und bei Sprachverkehr. Er ist Ko-Entwickler eines Verfahrens (Smart Sampling Technologies), das die Basis des Scalable Traffic Analysis Service von ATT für das Internet bildet.
Mit Mihai Pătrașcu (1982–2012) zeigte er, dass auch einfache Hashtabellen überraschend gute Leistung zeigen.
1997 gab er einen in der Zeit linearen Algorithmus für das Single Source Shortest Path (SSSP) Problem an.
2011 war er einer der Empfänger des David P. Robbins Prize für eine Arbeit, die das Problem der Anzahl übereinandergestapelter Bausteine mit Überhang behandelte, 2021 einer der Empfänger des Fulkerson-Preises.